# The Tragically Hip

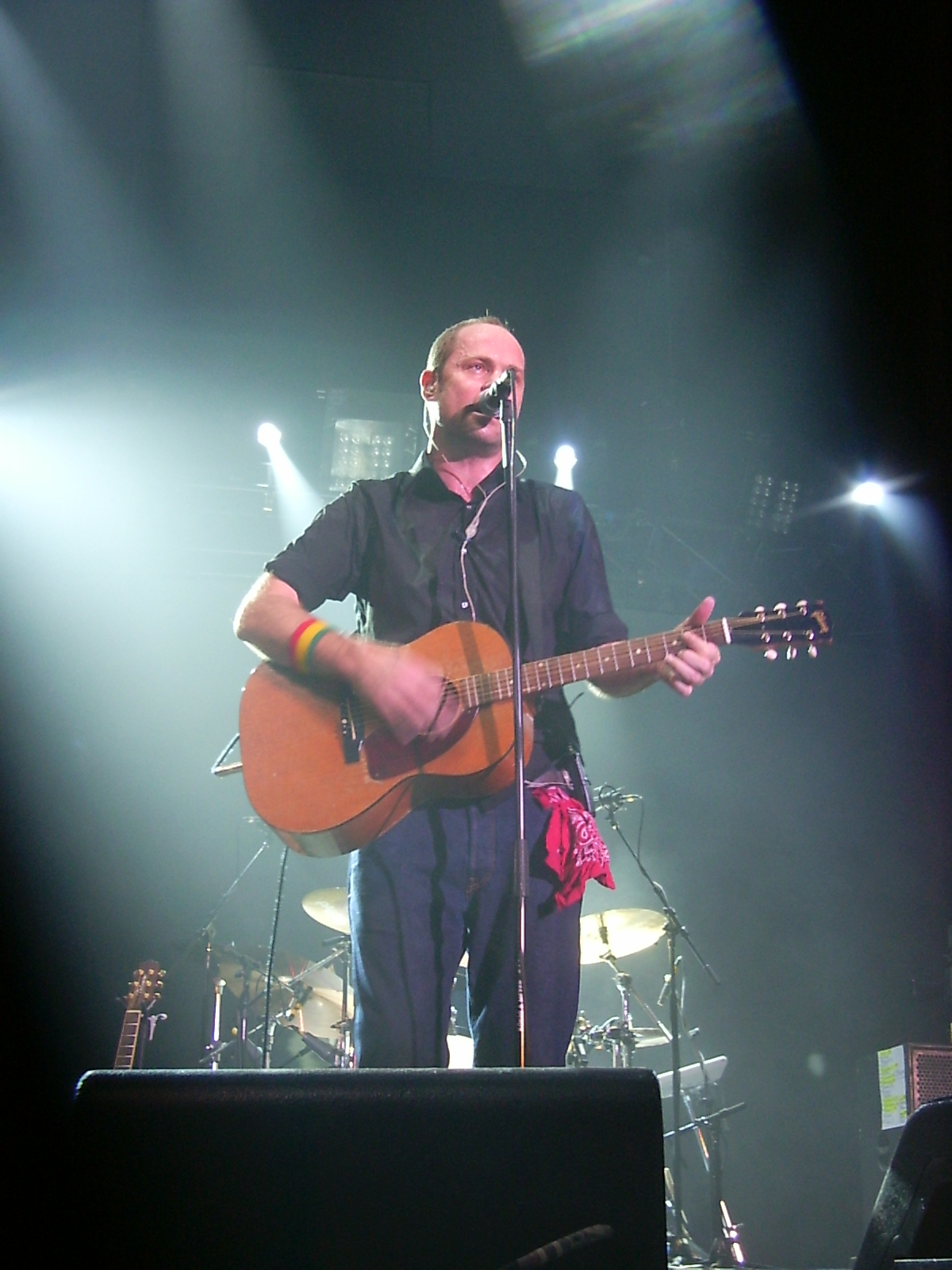
Gordon Downie, chanteur de The Tragically Hip, en concert.

The Tragically Hip est un groupe rock Canadien de Kingston,Ontario,Canada.
Il est constitué de Paul Langlois (guitare), Rob Baker (en) (guitare), Gord Sinclair (basse), Johnny Fay (batterie), et Gord Downie (chant) jusqu'à sa mort en 2017. Le nom du groupe provient d'un sketch du film Elephant Parts de Michael Nesmith. Le groupe est hautement populaire et influent à travers le Canada.En 2005, ils ont été intronisé à l'Allée des célébrités canadiennes et en 2017, ils ont été nommés à Ordre du Canada, la deuxième plus haute distinction décernée au mérite au Canada.

## Historique du groupe
Le groupe s'est formé à Kingston en 1984. Gord Sinclair et Rob Baker étaient étudiants au Kingston Collegiate et avaient auparavant joué ensemble sous le nom The Rodents au KCIV Variety Show. Puis Sinclair et Baker se sont joints à Gordon Downie et John Fay, donnant des concerts partout à Kingston. Par la suite, le guitariste Paul Langlois a rejoint le groupe en 1986 alors que le saxophoniste Dave Manning le quittait la même année. Le nom du groupe leur est venu d'un extrait du film Elephant Parts de Michael Nesmith de 1981.
Au milieu des années 80, après avoir joué dans des petites salles de Kingston, ils donnaient un spectacle au Horseshoe Tavern de Toronto auquel assistait le président des disques MCA, Bruce Dickinson. Ils signèrent un contrat de disques à long terme et produisirent leur premier album, le EP Tragically Hip en 1987. Deux singles furent issus de ce premier effort, Small Town Bring-Down et Highway Girl.
En 2005, la chanson New Orleans Is Sinking, parue sur Up to Here en 1989, a été retirée des ondes à la suite de la catastrophe causée par le passage de l'ouragan Katrina en Louisiane. Le refrain contient la phrase suivante : « New Orleans is sinking and I don't wanna swim » (« La Nouvelle-Orléans coule et je ne veux pas nager »).
À la suite du diagnostic d'un cancer du cerveau en phase terminale pour le chanteur Gordon Downie en 2016, le groupe a entrepris une tournée d'adieu pour promouvoir le dernier album du groupe Man Machine Poem, leur dernier concert s'est tenu au Rogers K-Rock Centre de Kingston en Ontario le 20 août 2016, concert auquel le premier ministre canadien Justin Trudeau a assisté.

## Discographie
- 1987 : The Tragically Hip EP
- 1989 : Up to Here
- 1991 : Road Apples
- 1992 : Fully Completely
- 1994 : Day for Night
- 1996 : Trouble at the Henhouse
- 1997 : Live Between Us (Concert enregistré le 23/11/1996, à Cobo Arena, dans le Michigan)
- 1998 : Phantom Power
- 2000 : Music @ Work
- 2002 : In Violet Light
- 2004 : In Between Evolution
- 2005 : Yer Favourites (Compilation)
- 2006 : World Container
- 2009 : We Are the Same
- 2012 : Now for Plan A
- 2016 : Man Machine Poem
- 2022 : Live at the Roxy (Concert enregistré le 3/05/1991, au Roxy Club de Los Angeles)